# SOS Västkust
SOS Västkust är en svensk tv-serie i genren reality-tv som började sändas i kanal 5 år 2010. I tv-serien får man följa ambulans, sjöräddning och brandkår i deras arbete i semesterorterna Smögen, Marstrand, Kungälv, Käringön och Öckerö. 
Inför premiären hösten 2010 pågick inspelningarna från slutet av juni till början av augusti samma år.
Serien är producerad av Titan Television med Sofia Bergfors som projektledare.